# Дафни Колер
Дафни Колер (рођена 27. августа 1968) је израелско-америчка професорка на Универзитету у Станфорду на одсеку за информатику. Једна је од оснивача Курсере, сајта са едукативним онлајн-курсевима. Бави се проучавањем вештачке интелигенције и њеном применом у биомедицини. Нашла се на листи „10 нових технологија које ће променити свет“ часописа MIT Technology Reviewу вези са чланком Бајесово машинско учење.
Године 1985, са 17 година, дипломирала је на Хебрејском универзитету у Јерусалиму, а следеће године је завршила и мастер студије.
Докторирала је 1993. на Универзитету у Станфорду под менторством Џозефа Халперна, а постдокторска истраживања је радила у периоду од 1993. до 1995. на Универзитету Беркли у Калифорнији. Потом се запослила на Универзитету Станфорд, на одсеку информатике. Године 2004. постала је стипендиста MacArthur Fellow, године 2011. је постала члан Националне академије техничких наука, а 2014. је изабрана за члана Америчке академије наука и уметности.
У априлу 2008. Association for Computing Machinery јој је доделило награду од 150.000 америчких долара за истраживања у области рачунарства.
Године 2009. са Нир Фридман написала је уџбеник на тему пробабилистичких графичких модела, а у фебруару 2012. покренула је бесплатни онлајн курс са том тематиком.
Године 2012, са колегом Ендру Нгом, покренула је сајт Курсера (Coursera).
Удата је за Дена Авиду.